# Lannea longifoliolata
Lannea longifoliolata är en sumakväxtart som beskrevs av Engl. & K. Krause. Lannea longifoliolata ingår i släktet Lannea och familjen sumakväxter. Inga underarter finns listade i Catalogue of Life.